# رونسيجليوني
رونسيجليوني هي بلدة في مقاطعة فيتيربو، لاتسيو (وسط إيطاليا)، على بعد حوالي 20 كيلومتر (12 ميل) من فيتربو. تقع المدينة في جبال سيميني، على منحدرين من التوف، على منحدر SE من فوهة البركان السابقة التي تضم الآن بحيرة فيكو
يسند اقتصاد المدينة بشكل كبير على الزراعة وإنتاج المكسرات والكستناء والنبيذ.

## تاريخ
يرجع تاريخ أقدم وثيقة تذكر رونسيجليوني إلى عام 1103. وأسس مؤرخ من القرن السادس عشر أورفيتو حوالي عام 1045، بسبب بريفتي من فيكو. في وقت لاحق كانت حيازة انغيلارا، عائلة غويلف في روما. تم غزوها من البابا بولس الثاني للولايات البابوية عام 1465.
في عام 1526، أصبحت رونسيجليوني مملوكة لفارنيز، وعاشت فترة عضيمه: وتشمل صناعاتها النحاس والحديد والورق والأسلحة وغيرها. انتهى في عام 1649 عهد الملك الفارسي وأعاده البابا إنوسنت العاشر، وفي عام 1728 حصل على وضع المدينة من قبل البابا بنديكتوس الثالث عشر.
ساهم رونسيجليوني بنشاط في الجمهورية الرومانية من 1798 – 99: ومع ذلك، دمرت القوات الفرنسية الشغب وأحرقت المدينة في 20 يوليو 1799.

## المعالم السياحية الرئيسية
تشمل معالم المدينة:
- القلعة، التي بنيت في العصور الوسطى، يتميز بزاوية مميزة لأبراج مدورة.
- الكاتدرائية، وهي صرح باروكي بتصميمه بيترو دا كورتونا، وأعاد بناؤها كارلو رينالدي بين عامي 1671 و 1695. برج الجرس من عام 1734. يضم ترايبتيك للمسيح للرسام فيتربيزي غابرييل دي فرانشيسكو (القرن الخامس عشر).
- كنيسة سانتا ماريا ديلا بروفيدنزا (القرن الحادي عشر)، تم إعادة بناءها على الطراز الباروكي، على الرغم من أنها محتفضه ببرج جرس روماني من ثلاثة طوابق. يضم الداخل، مع صحن واحد، بعض اللوحات الجدارية من القرن الخامس عشر.
- أنقاض كنيسة القديس أندراوس (القرنان الثاني عشر والثالث عشر) مع برج جرس من عام 1436.
- بدأت كنيسة سانتا ماريا ديلا بيس في عام 1581 ونُسبت إلى جاكوبو باروزي دا فيجنولا أو رينالدي. يضم لوحات لسيباستيانو كونكا وكافاليير داربينو وخيمة لسانسوفينو.
- الكنيسة البازيليكية الموحية لسانت أوزيبيو ، على طول طريق كاسيا، 3 كم في اتجاه روما. يقع على ارتفاع واسع وقد بناه رهبان هربوا من فلسطين في القرنين السابع والثامن. لا يزال من الممكن رؤية آثار الكينوبي القديم والجرس. يحتوي الجزء الداخلي من الصرح الحالي على صحن ذي ممرات ذات أبعاد غير منتظمة، مع لوحات جدارية من القرنين الثاني عشر والثالث عشر ومادونا والطفل من القرن الخامس عشر. وهو مخصص للقديس أوسابيوس أسقف سوتري القريب.
- فيلا لينا. فيلا ذات حدائق نباتية واسعة، بناها Ulisse Igliori لزوجته Lina في عام 1928 وتملكها وتشغلها حاليًا كسكن فاخر للمبيت والإفطار.

## ثقافة
تشتهر رونسيجليوني بالكرنفال. أنشئت كمشتق من عصر النهضة كرنفال روما، لديها «سباقات فارغة» نموذجية حيث تُترك الخيول لتركض بدون فرسان. تنقسم المدن إلى 9 متناقضات تتنافس على "Palio of the Manna". تم تصوير مشاهد الحديقة لفيلم الحرير لعام 2007 الذي ظهر فيه كيرا نايتلي على أرض فيلا لينا.

## وسائل النقل
يتم تقديم رونسيجلوني من خلال طريق سيمينا الإقليمي، الذي يربطها بطريق كشيا الوطني الذي يبدأ من روما، وإلى فيتربو. يربط طريق المقاطعة والمدينة بكابرارولا وكابرانيكا.